# Ривароло дел Ре ед Унити
Риваро̀ло дел Рѐ ед Унѝти (на италиански: Rivarolo del Re ed Uniti, на местен диалект: Rivaròl, Риварол) е село и община в Северна Италия, провинция Кремона, регион Ломбардия. Административен център на общината е село Ривароло дел Ре (Rivarolo del Re), което е разположено на 22 m надморска височина. Населението на общината е 1986 души (към 2017 г.).